# مارك روبرتس (وكيل رياضي)
مارك روبرتس (بالإنجليزية: Marc Roberts)‏ هو وكيل رياضي أمريكي، ولد في 20 سبتمبر 1959.